# Цзиїн
Цзиїн (кит. трад.: 子婴; піньїнь: Zǐyīng, д/н —206 до н. е.) — останній представник династії Цінь, правив з жовтня до грудня 207 року до н. е.

## Життєпис
Про дату й місце народження немає відомостей. Точно не відомо, ким був його батько: за різними версіями це Цзічу (батько Цінь Ши Хуан-ді), Ченцзяо (молодший брат Цінь Ши Хуанді), Фусу (син Цінь Ши Хуанді). Під час правління Ер Шихуанді Цзиїн зумів уникнути переслідувань. Завдяки канцлеру Чжао Ґао у 207 році до н. е. (після смерті Ер Шихуанді) став володарем імперії, але з титулом ван. Відчуваючи загрозу з боку Чжао Гао, який бажав керувати країною як й за попередника, Цзиїн наказав стратити канцлера, звинувачуючи його у змові з повстанцем Сян Юєм — вони начебто планували поділити імперію між собою. Після цього реабілітував Ер Шихуанді. Разом з цими діями Цзиїн намагався приборкати повстанців, але марно. Після жорстокої поразки у бітві при Тінламі Цзиїн отаборився у столиці Сяньян. Але один з лідерів повстанців Лю Бан у грудні 207 року до н. е. прорвався до столиці. Тоді Цзиїн виїхав назустріч й зрікся влади. Він правив усього 46 днів. Втім незабаром інший повсталий ватажок Сян Юй захопив Сяньян й у січні 206 року до н. е. стратив Цзиїна разом із синами.